# Ранке Франке, Луиш
Луиш Де Гонзаке Ранке Франке (порт. Luis De Gonzaque Ranque Franque; 1925—2007) — основатель Фронта за освобождение анклава Кабинда, первый президент самопровозглашённой Республики Кабинда. Лидер сепаратистского партизанского движения против португальских колониальных властей в 1963—1974 и против режима МПЛА после 1975.

## Борьба за независимость от Португалии
Происходил из племенной аристократии кабиндских баконго. Считал действительными положения Симуламбукского договора, согласно которому Королевство Нгойо на территории Кабинды имело статус протектората Португалии и права самоуправления. Поставил целью достижение независимости Кабинды. В 1960 году создал Движение за освобождение анклава Кабинда (MLEC).
В августе 1963 года MLEC объединился с двумя другими кабиндскими движениями в единый Фронт за освобождение анклава Кабинда (ФЛЕК). Первым президентом ФЛЕК был избран Луиш Ранке Франке. Под его руководством ФЛЕК вёл в Кабинде вооружённую борьбу за независимость и отделение от Анголы.

## Борьба за независимость от Анголы
После Португальской революции 1974 и начала деколонизации Анголы ФЛЕК провозгласил независимость Кабинды. Первым президентом Республики Кабинда был объявлен Луиш Ранке Франке. 1 августа 1975 года он выступил с Декларацией независимости на саммите Организации африканского единства в Кампале.
ФЛЕК активно участвовал в ангольской гражданской войне против марксистского режима МПЛА. В начале 1976 года правительственные и кубинские войска заняли города Кабинды. Отряды ФЛЕК перешли к партизанской войне в сельской местности. Сотрудничали против властей МПЛА с повстанческим движением УНИТА. Ранке Франке поддерживал отношения личной дружбы с Жонашем Савимби.
В 1983 году Ранке Франке вынужден был эмигрировать в Габон, оттуда в Канаду, где прожил два десятилетия. Формально он оставил пост президента самопровозглашённой республики, но оставался наиболее влиятельным лидером кабиндских сепаратистов. Впоследствии вернулся в Кабинду.
В 2001 году президент Анголы Жозе Эдуарду душ Сантуш предложил Ранке Франке переговоры о предоставлении Кабинде статуса широкой автономии. В августе 2003 года Ранке Франке посетил Луанду для предварительных консультаций. Однако договорённости достичь не удалось.

Десятилетия сопротивления народа Кабинды португальскому колониализму и ангольской оккупации требуют внимания международного сообщества, в том числе Организации Объединенных Наций к конфликту на этой территории. Хотя народу Кабинды из-за превратностей истории до сих пор не удалось создать национальное государство, установлено, что на этой территории живёт нация со своим языком и культурой… Более трёх десятилетий правопреемники португальских колонизаторов незаконно осуществляют суверенитет над этой территорией. Они приводят лживые аргументы «свершившихся фактов» и «незыблемости границ», унаследованных с колониальных времён. Разработан набор уловок, чтобы скрыть кражу Кабинды у её народа.

Луиш Ранке Франке, Открытое письмо генеральному секретарю ООН, председателю Генеральной ассамблеи ООН, председателю Совета Безопасности ООН, председателю Африканского союза, председателю Еврокомиссии, председателю Европарламента, президенту Международной федерации за права человека, председателю Африканской комиссии по правам человека и народов. 2007 год

## Кончина и память
82-летний Луиш Ранке Франке скончался 27 сентября 2007 года в военном госпитале Луанды. Похоронен в столице Кабинды. Его кончина вызвала в Кабинде траур, многочисленные соболезнования семье и высокие оценки исторической роли «великого сына Кабинды».

## Интересные факты
Племянница Луиша Ранке Франке Мария Элизабет Ранк Франк — видный деятель силовых структур МПЛА, с 2010 возглавляла полицию Луанды.